# NGC 573
NGC 573 ist eine spiralförmige Zwerggalaxie im Sternbild Andromeda am Nordsternhimmel. Sie ist schätzungsweise 131 Millionen Lichtjahre von der Milchstraße entfernt und hat einen Durchmesser von etwa 15.000 Lichtjahren.
Das Objekt wurde am 21. Oktober 1881 von Édouard Stephan entdeckt.